# St George’s Tower

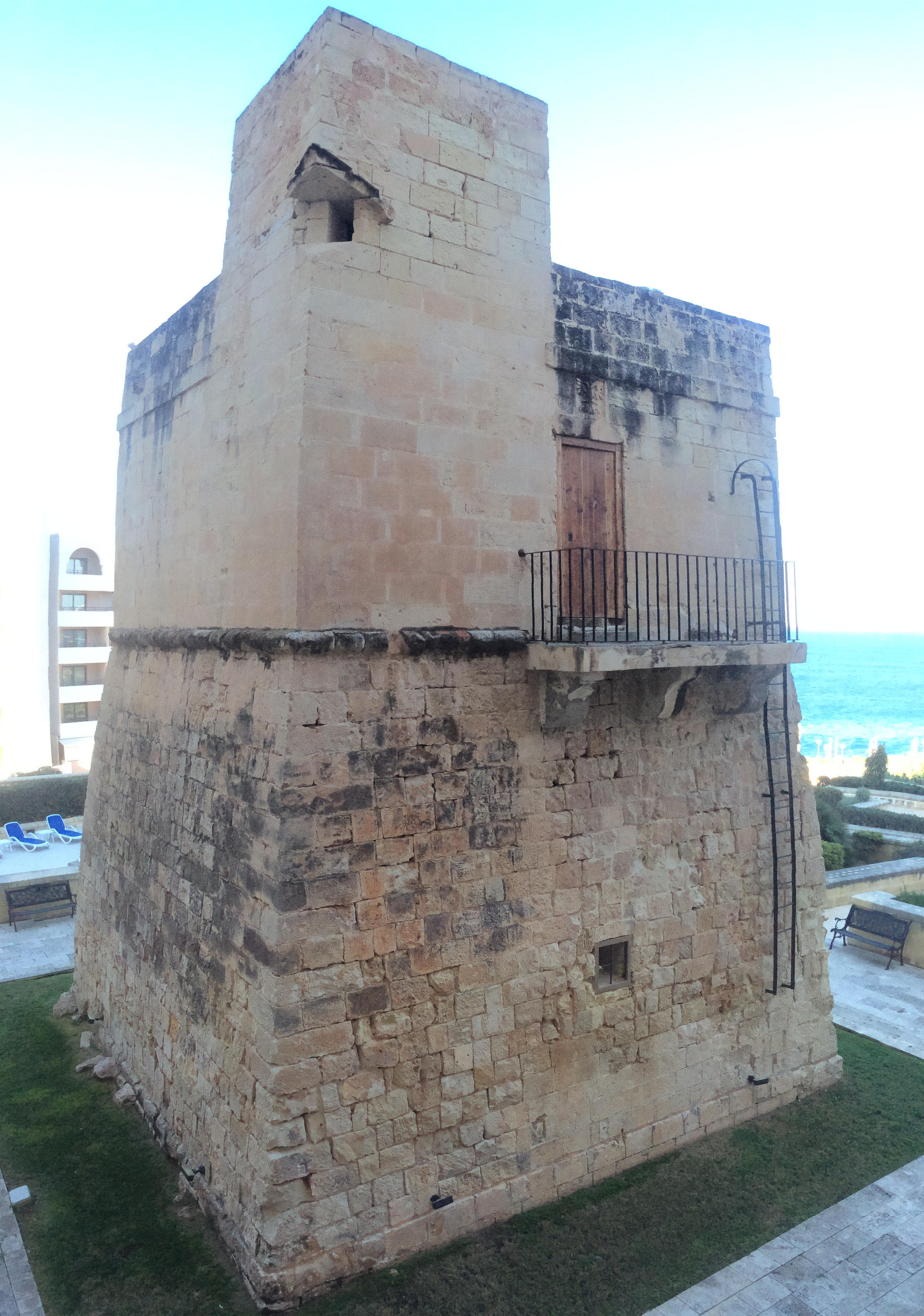
St George’s Tower

St George’s Tower, auch St George’s Bay Tower (maltesisch Torri tal-bajja ta’ San Ġorġ) genannt, ist ein vom Johanniterorden erbauter ehemaliger Wachturm in der Gemeinde San Ġiljan auf der maltesischen Hauptinsel Malta. Er ist einer der Lascaris Towers und steht seit 1995 als Grade-1-Bauwerk unter Denkmalschutz.

## Geschichte
Der Turm gehört zu den unter der Herrschaft des Großmeisters Jean de Lascaris errichteten Türmen. Er wurde 1638 in einer Form ähnlich der des benachbarten Madliena Tower erbaut und überwachte wie jener die St. George’s Bay.
Im Laufe der Zeit wurde der St George’s Tower mehrfach umgestaltet und erfuhr erhebliche bauliche Änderungen, hauptsächlich im Obergeschoss und am Dach. Nur die abgeschrägte untere Hälfte des Turms befindet sich noch im originalen Zustand. Alle weiteren Zufügungen und Umbauten stammen aus der britischen Zeit. Die Briten benutzten den Turm zunächst als Aussichtsposten, bis Fort Pembroke und die Pembroke Battery gebaut wurden, dann diente er als Feuerleitstelle. Während des Zweiten Weltkriegs war St George’s Tower eine Relaisstation für den militärischen Funkverkehr. Danach wurden von dort aus Handelsschiffe gewarnt, wenn die Küstenartillerie der Pembroke Ranges feuerte, und wies den Schiffen sichere Routen außerhalb der Zielgebiete an.
Im Jahr 1997 wurde der von den Briten hinzugefügte Feuerleitstand entfernt und St George’s Tower wurde Bestandteil einer Hotelanlage.